# Мелс (Удине)
Мелс је насеље у Италији у округу Удине, региону Фурланија-Јулијска крајина.
Према процени из 2011. у насељу је живело 545 становника. Насеље се налази на надморској висини од 171 м.